# 関西国際産業関係研究所
一般社団法人国際産業関係研究所（いっぱんしゃだんほうじんこくさいさんぎょうかんけいけんきゅうじょ、International Institute of Industrial Relations、略称：産研またはKIIIR）は、一般社団法人。元厚生労働省所管。1988年に労働組合、企業、経営者団体の支援により設立された。産学労連携の下、労使問題の研究を続けている。

## 立地等
所在地
- 京都府京都市上京区新町通今出川上ル

同志社大学新町キャンパス内 臨光館416号
アクセス
- 鉄道
  - 「今出川駅」（京都市営地下鉄烏丸線）
- バス
  - 「上京区総合庁舎前」（京都市営バス）